# US-amerikanische Badmintonmeisterschaft 2023
Die US-amerikanische Badmintonmeisterschaft 2023 fand vom 29. bis zum 31. Dezember 2023 im Triangle Badminton & Table Tennis in Morrisville, North Carolina, statt.

## Medaillengewinner
| Disziplin    | Gold                          | Silber                         | Bronze                       |
| ------------ | ----------------------------- | ------------------------------ | ---------------------------- |
| Herreneinzel | Howard Shu                    | Enrico Keoni Asuncion          | Ryan Ma                      |
| Dameneinzel  | Ella Lin                      | Esther Shi                     | Veronica Yang                |
| Herrendoppel | Arthur Heng Lee Samuel Li     | Sattawat Pongnairat Howard Shu | Ryan Ma Joshua Yang          |
| Damendoppel  | Francesca Corbett Allison Lee | Annie Xu Kerry Xu              | Katelin Hanna Ngo Joline Siu |
| Mixed        | Jeffrey Chang Chloe Ho        | Kai Chong Stella Pan           | Eric Cheng Katelin Hanna Ngo |